# هفت‌تپه
هَفت‌تَپه یک محوطه باستانی کشف شده در سال ۱۳۴۵ ه‍.ش در استان خوزستان در حدود ۱۰ کیلومتری جنوب شرقی شهر شوش واقع شده و مجموعه‌ای از تپه‌های باستانی‌است که احتمالاً شهر تیکنی یا کابناک از تمدن ایلام را درخود جای داده‌است. گستردگی این محوطه باستانی به مراتب باعث جلب توجه کاوشگران مختلف قرار گرفته‌است.
بنابر نظریه‌هایی از این شهر به عنوان یک مرکز مهم سیاسی در زمان حکومت عیلامیان و پادشاهی تپتی‌اهر در سده پانزده پیش‌از میلاد یاد شده‌است که پس‌از ویرانی آن، شهر شوش به مرکز قدرت تبدیل شده‌است، هرچند هنوز مدرکی محکم برای اثبات آن به‌دست نیامده‌است.
در حال حاضر در هفت‌تپه شرکت کشت و صنعت نیشکر هفت‌تپه با اولویت ۱ و چندین شرکت بزرگ دیگر فعالیت می‌کنند، که اکثریت کارکنان آن در این منطقه زندگی می‌کنند.
مردمان زیادی پس از راه اندازی کارخانه تولید شکر در هفت‌تپه زندگی می‌کردند که خاطراتی بسیار از گذشته برایشان بجا مانده‌است.
در رابطه با  کارگران شرکت و صنعت نیشکر هفت تپه که به دلیل معوقات حقوق خود، اعتراض و اعتصاب کرده بودند و اکثرا آنها از این کارخانه اخراج شدند،فیلم سینمایی باد در کشتزار های نیشکر به کارگردانی ابراهیم اشرف پور ساخته شد. 
ابراهیم اشرف پور کارگردان «باد در کشتزارهای نیشکر» می‌گوید با ساخت این فیلم تلاش کرده بازتاب صدای کارگران معترض خوزستانی باشد.
ابراهیم اشرف‌پور کارگردان فیلم در ابتدای برنامه با اشاره به اینکه  از زمان ساخت تا اکران این فیلم 5 سال طول کشیده است گفت:پنج سال پیش وقتی نگارش این فیلمنامه را شروع کردیم هنوز بحبوحه اعتصاب کارگران هفت تپه بود. من پیگیر این قضیه شدم و به این علت تصمیم به ساخت فیلم گرفتم که حرف و صدای این کارگران شنیده شود. از آنجایی  که هنوز آن زمان این مسائل حل و فصل نشده بود ما به سختی توانستیم مجوز بگیریم و برای ساخت اقدام کنیم. زمانی که برای ساخت فیلم رفتیم نیز کسی کمک نکرد به غیر از همین دوستان و خانواده بازیگرانی که حضور دارند

## تاریخچه
در ابتدا گیر کردن گاوآهن ماشین‌های شخم زنی کشت و صنعت نیشکر هفت‌تپه موجب پیدایش اولیه این مجموعه شد. نخستین عملیات حفاری به سرپرستی عزت‌اله نگهبان در سال ۱۳۴۴ در این محل آغاز گردید که تا سال ۱۳۵۷ ادامه یافت. بررسی‌های روزمینی که پیش‌تر مَک آدامز (Robert McC Adams) در این ناحیه انجام داده بود، نشان می‌داد که این محوطه گسترده باستانی فقط در دوره محدودی مسکونی بوده‌است.
هفت‌تپه، در حاصلخیزترین قسمت دشت خوزستان واقع شده‌است. این محل باستانی، بین رودخانه‌های دز و کرخه در حدود ۱۷ کیلومتری جنوب شرقی شوش و در وسط کشتزارهای طرح نیشکر هفت‌تپه قرار گرفته‌است.
آثار باستانی هفت‌تپه، از مدت‌ها پیش مورد توجه خاورشناسان و دانشمندان بوده‌است و این آثار در اواخر قرن نوزدهم میلادی، جلب توجه «ژاک دمرگان»، باستان‌شناس فرانسوی را که در آن هنگام رئیس هیئت حفاری فرانسوی در ایران بود، نمود. دمرگان این مجموعه آثار باستانی هفت‌تپه را به نام هفت شغال ثبت نموده‌است که ظاهراً به نظر می‌رسد در ثبت این نام، که در لهجه محلی هفت چغا به معنی هفت‌تپه است تا اندازه ای دچار اشتباه گردیده و تلفظ محلی و اصلی آن را کاملاً متوجه نشده‌است.
کلمه چغا در قسمت شمالی دشت خوزستان به معنی تپه آثار باستانی می‌باشد و موارد مکرر آن مانند: چغازنبیل (تپه باستانی به شکل زنبیل)، چغامیش (تپه باستانی به شکل میش)، چغاپهن (تپه باستانی پهن و بزرگ) و غیره به خوبی مشاهده می‌گردد.
کاوش و حفاری علمی تپه‌های باستانی هفت‌تپه از سال ۱۳۴۴ تا ۱۳۵۵ هجری شمسی توسط هیئت باستان‌شناسی ایرانی به سرپرستی عزت‌الله نگهبان صورت گرفت که در نتیجه آن، اطلاعات و مدارک ذی‌قیمتی در خصوص گوشه ای از حلقه‌های تاریک تاریخ تمدن ایلام، دراختیار محققان و دانشمندان قرار داد.
بعضی از دانشمندان باستان‌شناس، قبلاً عقیده داشتند که اسم باستانی و قدیمی شهری که آثار باستانی هفت‌تپه در آن قرار دارد، شهر «تیکنی» Tekni می‌باشد، اما براثر حفاری‌های عملی انجام شده معلوم گشت که نام اصلی و باستانی هفت‌تپه شهر «کاپناک» Kapnak است.
مدارک باستان‌شناسی به‌دست آمده در حفاری هفت‌تپه بیانگر این است که این شهر باستانی مربوط به سال‌های ۱۵۰۵ تا ۱۳۵۰ ق.م. از تاریخ ایلام می‌باشد.
در سنگ نبشته بزرگی که در حفاری هفت‌تپه به دست آمده از شخصی به نام «تپتی آهار» Tepti - Ahar نام برده شده که خود را پادشاه ایلام و انشان و دزفول نامیده‌است. تپتی آهار در این سنگ نبشته، لقب خود را آزادکننده کشور ایلام از استیلا و یوغ سلاطین کاسی بین‌النهرین نامیده و بدین لقب فخر و مباهات می‌نماید. آثار معماری مکشوفه در هفت‌تپه عبارتند از: مجموعه آرامگاه تپتی آهار و معبد خصوصی او، آرامگاه دسته جمعی، ساختمان معبد، آرامگاه، زیگورات یا کاخ شماره ۱، حیاطها، زیگورات یا کاخ شماره ۲، دیوار طویل شمالی و تالار طویل.

### آرامگاه دسته‌جمعی هفت‌تپه
این آرامگاه، بنایی آجری با طاق هلالی است که در نوع خود قدیمی‌ترین نمونه طاق هلالی در دنیا می‌باشد. در این آرامگاه ۲۳ اسکلت وجود داشت که ۱۴ عدد آن‌ها به‌طور منظم و درجوار یکدیگر قرار داشتند و ۹ اسکلت دیگر به علت عدم محل کافی به‌طور نامنظم بر روی پاهای ردیف اول انباشته شده بودند. (تصویر ۶۵)
شهر هفت‌تپه نیز، همانند شهر دوراونتاش (چغازنبیل) در سال ۶۴۵ ق. م توسط سربازان آشوری به سرکردی آشور بانیپال با خاک یکسان گردید.

## پروسه باستان‌شناسی
مساحت محوطه در حدود ۱/۵ کیلومتر مربع و متشکل‌از ۱۴ تپه است. در سال‌های بعد هنگام راهسازی‌های مربوط به شرکت نیشکر هفت‌تپه، قسمتی از یک دیوار خشتی و طاقی آجری نمایان گردید و بلافاصله توسط هیئت حفاری باستان‌شناسی به عنوان نقطه آغاز کار انتخاب و با ایجاد شبکه‌های ۱۰ × ۱۰ حفاری، روند کار به سمت جنوب ادامه پیدا کرد که مجموع تعداد آن‌ها حدود ۱۵۰ ترانشه می‌باشد.
در آرامگاه موجود در محوطه، سکوی بزرگی ایجاد شده که توسط دیوارچه‌های کوتاهی به سه بخش تقسیم می‌شده‌است. در بخش شمالی هفت اسکلت قرار داشته، بخش میانی که کوچکتر از دو بخش دیگر است، بدون اسکلت و بخش جنوبی دارای دو یا سه اسکلت بوده‌است. در پای سکو در جنوبی‌ترین قسمت آرامگاه، مجاور در ورودی تعداد ده اسکلت به‌صورتی بی نظم بر روی هم قرار داشتند. به این ترتیب مجموعاً حدود ۲۱ یا ۲۲ اسکلت در معبد پیدا شده‌اند. تقسیم‌بندی سکوی آرامگاه به بخش‌های مختلف خود گواه اینست که این مقبره برای تدفین اشخاص متعددی ساخته شده و احتمالاً یک آرامگاه شاهی نمی‌باشد. وجود اسکلت‌های متعدد بر روی سکو و انباشته کردن اسکلت‌های قدیمی در گوشه آرامگاه نیز این مسئله را تأیید می‌کند. با توجه به اکتشافاتی که در نقاطِ مختلفِ منطقه انجام شده‌است، در ورودی آرامگاه پس از هر تدفین با سنگ یا آجر بسته و در هنگام تدفین‌های بعدی مجدداً باز می‌شده‌است. مشاهداتی که در هفت‌تپه شده، نیز حاکی از این مسئله می‌باشد.

## موزه هفت‌تپه
برای نگهداری اکتشاف‌های به عمل آمده و همچنین تحقیق و ساماندهی فعالیت‌های باستان‌شناسی، موزه ای با این نام در این مکان ساخته شده‌است و موزه هفت‌تپه حاوی اکتشاف‌های یادشده‌است.